# Carros
Carros ist eine französische Gemeinde mit 13.729 Einwohnern (Stand 1. Januar 2022) im Département Alpes-Maritimes in der Region Provence-Alpes-Côte d’Azur. Die Gemeinde liegt im Arrondissement Grasse und gehört zum Kanton Nizza-3. Sie gehört auch zur Métropole Nice Côte d’Azur.

## Geographie
Carros liegt oberhalb des Var-Tales, etwa 20 Kilometer nordwestlich von Nizza. Die Gemeinde liegt mit Teilen des Gemeindegebietes im Regionalen Naturpark Préalpes d’Azur.

## Geschichte
Bereits in der vorrömischen, eisenzeitlichen Epoche, in der Zeit des sechsten bis ersten Jahrhunderts vor Christus, war die Gegend um Carros besiedelt. Mit der Eroberung des südlichen Galliens durch die Truppen Roms wurde hier die Siedlung zum vicus lavaratensis. Ab dem 12. Jahrhundert wurde die strategische Lage oberhalb des Vartals genutzt. Das Castrum Carrossi erscheint in den Quellen. Die Burgherren waren Anhänger des Malteserordens.

### Bevölkerungsentwicklung
| Jahr                       | 1962 | 1968 | 1975 | 1982 | 1990   | 1999   | 2006   | 2018   |
| Einwohner                  | 761  | 963  | 4197 | 8457 | 10.747 | 10.710 | 11.379 | 12.489 |
| Quellen: Cassini und INSEE |      |      |      |      |        |        |        |        |

## Sehenswürdigkeiten

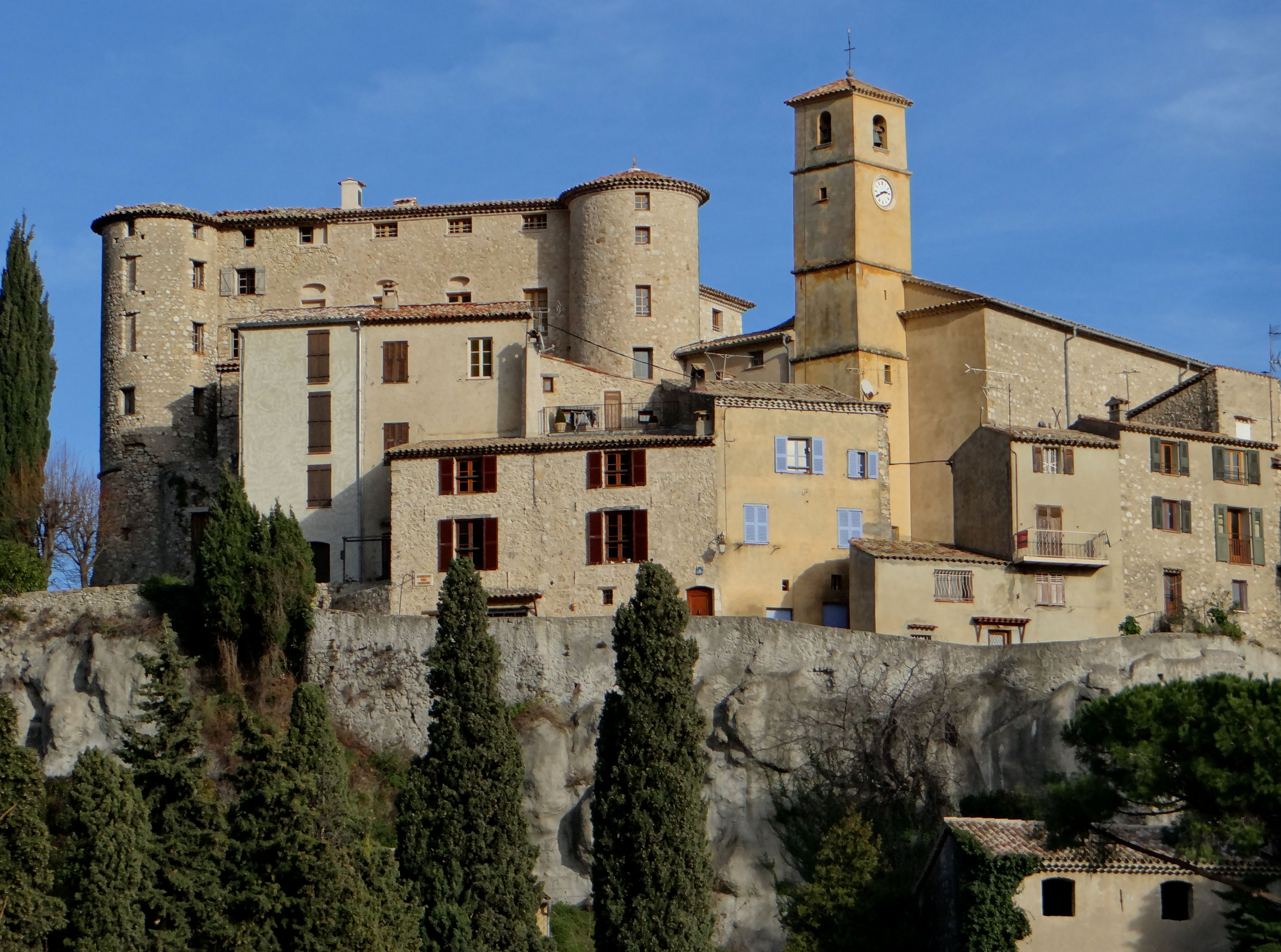
Château Carros

- Schloss über dem Vartal aus dem 12. Jahrhundert, mehrfach zerstört und wiederaufgebaut
- Chapelle des Selves, Kapelle aus der Zeit um 1100, vermutlich bereits um 1000 erste Fundamente
- „Ligurisches Feld“ bei den Hügeln von Carros
- Mühle Briquet aus dem 19. Jahrhundert
- Glockenturm der Kirche Notre Dame de Cola aus dem 16. Jahrhundert; das Bauwerk gründet auf Fundamenten des 11. und 12. Jahrhunderts.
- Karmelitinnenkloster Carros

Siehe auch: Liste der Monuments historiques in Carros

## Persönlichkeiten
- Octave Guillonnet (1872–1967), Maler
- Louis Nucéra (1928–2000), Schriftsteller
- Sébastien Frey (* 1980), Fußballspieler

## Gemeindepartnerschaft
Carros pflegt seit 2002 eine Partnerschaft mit der italienischen Gemeinde San Giustino in der Provinz Perugia, Umbrien.